# Hardee's
Hardee’s Restaurants LLC är en amerikansk snabbmatskedja som säljer snabbmat främst hamburgare men även amerikanska scones, chokladdrycker, croissants , efterrätter, friterade kycklingbitar, kaffe, läsk, lökringar, milkshake, pommes frites, rårakor, sallader, smörgåsar och teer. De hade totalt 2 137 restauranger, en del ägda av franchisetagare, för år 2018. Restaurangkedjan ägs av det amerikanska förvaltningsbolaget CKE Restaurants Holdings.
Företaget grundades den 3 september 1960 som Hardee’s Hamburgers i Greenville i North Carolina av Wilber Hardee i syfte att kunna konkurrera med McDonald's, som fortfarande var bara en nationell restaurangkedja vid den tidpunkten. Året därpå grundades dagens Hardee's officiellt när Hardee öppnade en till restaurang, den här gången i Rocky Mount. Hardee hade valt att ta in revisorn Leonard Rawls och den framtida politikern Jim Gardner som affärspartners, både Rawls och Gardner var övertygade om att Hardee's hade potentialen att bli en nationell hamburgerrestaurangkedja. Samarbetet mellan Hardee och de två affärspartners skar sig dock och det finns olika versioner om vad som hände, en är att Hardee förlorade kontrollen över företaget via poker, en annan där Rawls såg till att Hardee söp sig onykter och lurade honom på att skriva på dokument utan att riktigt veta vad han skrev på. Dokumentet skulle ha gett Rawls och Gardner rätt att sälja franchiserätter utan Hardees godkännande och vetskap och att alla tre skulle ha lika mycket makt vid omröstningar, vilket resulterade i att Hardee hade inget att säga till om vid utvecklingen av företaget. I ett senare skede lämnade Hardee självmant hamburgerkedjan mot en summa på mellan 20 000–37 000 amerikanska dollar. 1963 bytte hamburgerkedjan namn till Hardee’s Food Systems och blev ett publikt aktiebolag. Tre år senare lämnade Gardner Hardee's efter ha blivit invald till USA:s representanthus. 1981 blev Hardee's uppköpta av det kanadensiska konglomeratet Imasco Limited för 85 miljoner dollar. 1997 sålde Imasco hamburgerkedjan till CKE Restaurants Holdings för 327 miljoner dollar.
Huvudkontoret ligger i Franklin i Tennessee.